# De rerum natura

De rerum natura, 1570

De rerum natura (Sobre a natureza das coisas) é um poema didático, dentro do género dos periphyseos cultivado por alguns pré-socráticos gregos, escrito no século I a.C. por Tito Lucrécio Caro; dividido em seis livros, proclama a realidade do homem num universo sem deuses e tenta libertá-lo do seu temor à morte. Expõe a física atomista de Demócrito e a filosofia moral de Epicuro.

## Conteúdo do livro
O título traduz-se do latim como Sobre a Natureza das Coisas, ainda que por vezes chega-se a traduzir como Sobre a Natureza do Universo, quem sabe para refletir a escala real que se trata no livro. 
A visão de Lucrécio é bastante austera, mas no entanto incita a alguns pontos importantes que permitem aos indivíduos um escape periódico de seus próprios desejos e paixões para observar com compaixão a pobre humanidade em seu conjunto, incluindo-se a si mesmo, podendo observar a ignorância, a infelicidade reinante, e incita a um melhoramento. A responsabilidade pessoal consiste em falar sobre a verdade pessoal que se vive. De acordo com a obra, a proposição de verdade de Lucrécio é dirigida a uma audiência ignorante. Esperando que alguém o escute, o compreenda e desta forma passe a semente da verdade capaz de melhorar o mundo. Lucrécio rompe, em definitivo, com a ideia central e metafísica de 'natureza', o que lhe confere a virtude de extraordinário avanço na história do pensamento ocidental. 'Natureza' não é uma substância, um estado primordial, ou, ainda, uma causa final de toda realidade. A natureza se confunde com os próprios átomos. Para Lucrécio, nada procede do nada, por milagre divino  e nada retorna ao nada . As coisas são constituídas por sementes eternas, ou seja, os átomos. Eles constituem o mundo, nada os precede .

## Composição do poema

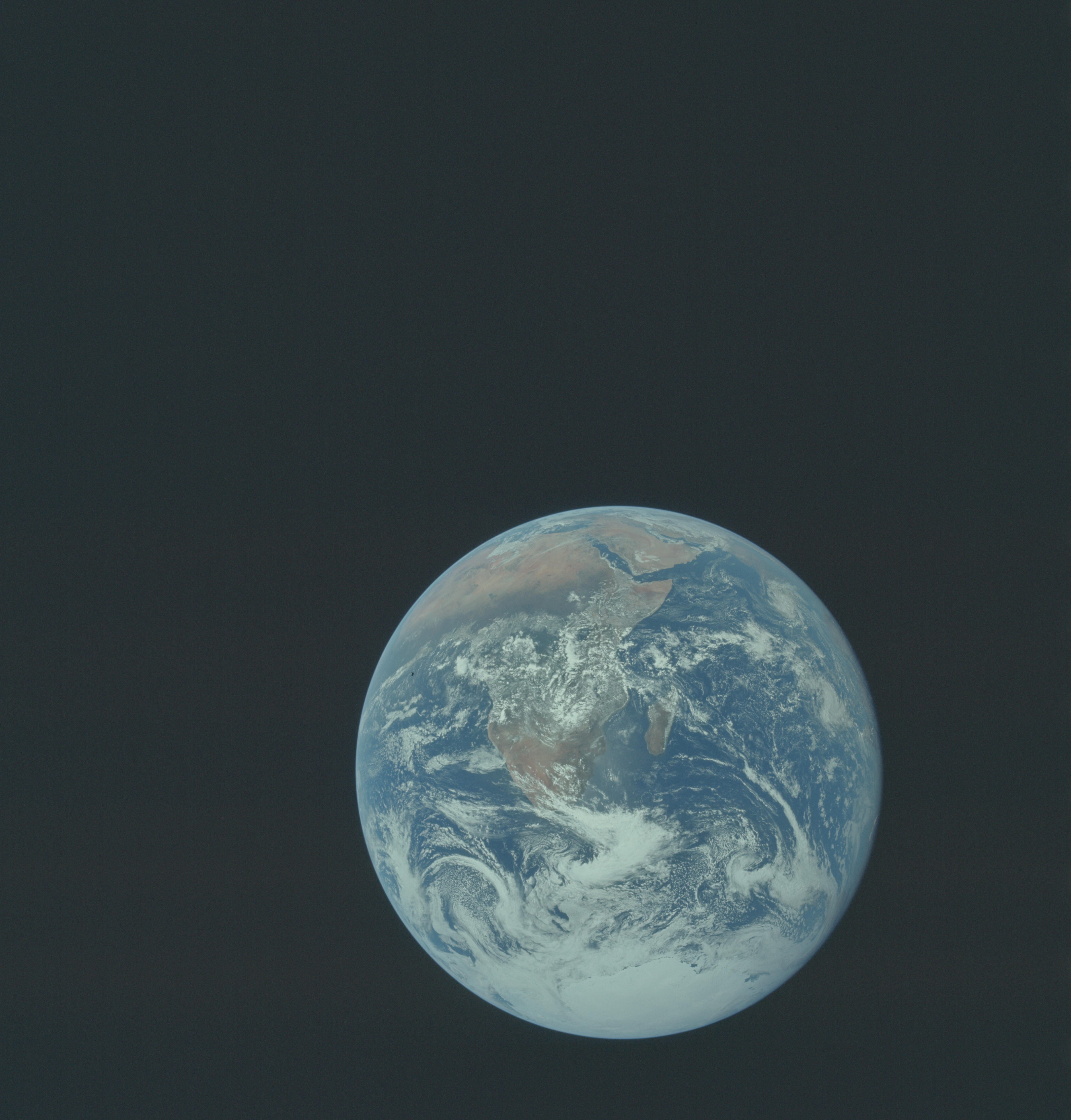
Neste poema épico, o filósofo e poeta romano Lucrécio argumenta, entre outras coisas relacionadas com a natureza, que todo o universo é composto de pequenos átomos movendo-se num infinito vazio.

O poema é composto pelos seguintes argumentos.
- A substância é eterna.
  - Os átomos movem-se num infinito vazio.
  - O universo é composto de átomos e vazio, nada mais. (Por esta razão, Lucrécio é visto como um atomista.)

- A alma do homem consiste em átomos diminutos que se dissolvem com o húmus quando este morre.
  - Deus existe, mas não iniciou o universo, e não lhe interessa as acções do homem.

- Existem outros mundos como o universo e são similares a este.
  - Devido a sermos compostos de uma sopa de átomos em constante movimento, este mundo e os outros não são eternos.
  - Os outros mundos não são controlados por deuses, tal como este.

- As formas de vida neste mundo e nos outros estão em constante movimento, incrementando a potência de umas formas e diminuindo a de outras.
  - O homem deve pensar que desde o seu início selvagem tem vivido uma grande melhoria em habilidades e conhecimentos, mas isto passará e virá uma decadência.

- O que chega a saber o homem provém só dos sentidos e da razão.
  - Os sentidos têm dependências.
  - A razão deixa-nos a possibilidade de alcançar motivos ocultos, mas esta não está livre de falhas e de falsas inferências. Por este motivo, as inferências devem ser continuamente verificadas pelos sentimentos.
  - (Diferente de Platão, que acreditava que os sentidos poderiam ser confundidos enquanto que a razão não.)

- Os sentimentos percebem as colisões macroscópicas e interacções dos corpos.
  - Mas a razão infere os átomos e o vazio que os sentidos percebem.

- O homem evita a dor e procura tudo aquilo que lhe dá prazer.
  - Uma pessoa normal (média) está impelida sempre para evitar as dores e buscar os prazeres.

- As pessoas nascem com dois medos inatos: o medo dos deuses e o medo da morte.
  - No entanto, os deuses não querem provocar-nos dano, a morte é fácil quando a vida se vai.
  - Quando alguém morre, os átomos da alma e os átomos do corpo continuam a sua essência dando forma às rochas, lagos ou flores.